# آلن نیون (فوتبال)
آلن نیون (انگلیسی: Alan Niven؛ ۴ ژوئیه ۱۹۵۵ – ۵ مارس ۱۹۹۹ (aged 43)) بازیکن فوتبال بود.
از باشگاه‌هایی که در آن بازی کرده‌است می‌توان به باشگاه فوتبال نانیتون تاون اشاره کرد.
وی همچنین در تیم ملی فوتبال استرالیا بازی کرده‌است.